# Gracilariopsis
Hydropuntia, rod crvenih algi iz porodice Gracilariaceae smješten u vlastiti tribus Gracilariopsideae, dio potporodice Gracilarioideae. Taksonomski je priznati rod. Postoji 25 vrsta a tipična je morska alga G. sjoestedtii s tipskim lokalitetom u Kaliforniji kod Mussel Point-a

## Vrste
1. Gracilariopsis andersonii (Grunow) E.Y.Dawson
2. Gracilariopsis animasensis Gurgel & J.N.Norris
3. Gracilariopsis carolinensis L.M.Liao & Hommersand
4. Gracilariopsis cata-luziana Gurgel, Fredericq & J.N.Norris
5. Gracilariopsis chiangii S.-M.Lin
6. Gracilariopsis chorda (Holmes) Ohmi
7. Gracilariopsis costaricensis E.Y.Dawson
8. Gracilariopsis funicularis Iyer, Bolton & Coyne
9. Gracilariopsis heteroclada J.-F.Zhang & B.-M.Xia
10. Gracilariopsis hommersandii Gurgel, Fredericq & J.N.Norris
11. Gracilariopsis irregularis (I.A.Abbott) N.Muangmai, A.Chirapart & A.Lewmanomont
12. Gracilariopsis lemaneiformis (Bory) E.Y.Dawson, Acleto & Foldvik
13. Gracilariopsis longissima (S.G.Gmelin) Steentoft, L.M.Irvine & Farnham
14. Gracilariopsis mclachlanii Buriyo, Bellorin & M.C.Oliveira
15. Gracilariopsis megaspora E.Y.Dawson
16. Gracilariopsis nganii Pham-Hoàng Hô
17. Gracilariopsis nhatrangensis Nhu Hau Le & S.-M.Lin
18. Gracilariopsis oryzoides (Setchell et H.L.Wilson) Gurgel, J.N.Norris & Fredericq
19. Gracilariopsis panamensis (W.R.Taylor) E.Y.Dawson
20. Gracilariopsis persica Bellorin, Sohrabipour & E.C.Oliveira
21. Gracilariopsis phanthietensis Pham-Hoàng Hô
22. Gracilariopsis rhodotricha E.Y.Dawson
23. Gracilariopsis silvana Gurgel, Fredericq & J.N.Norris
24. Gracilariopsis sjoestedtii (Kylin) E.Y.Dawson - tip
25. Gracilariopsis tenuifrons (C.J.Bird & E.C.Oliveira) Fredericq & Hommersand